# マスターズGCレディース
NOBUTA GROUP マスターズGCレディース（のぶたグループ マスターズジーシーレディース）は2003年から始まった日本女子プロゴルフ協会公認の女子プロゴルフトーナメントで、毎年10月第3週から第4週（開始年の2003年は11月第1週）に行われている。なお2013年大会から4日間競技に移行した（ただし、2013年と2017年は台風の影響により3日間競技に短縮）。

## 概要
大阪府内でパチンコ店やレストランを運営している延田グループ及びスポーツニッポン新聞社、IMGの主催により行われており、大会の会場も延田グループ直営の兵庫県三木市にあるマスターズゴルフ倶楽部で開催されている。
2022年現在、賞金総額2億円、優勝賞金3600万円。なお2005年から2012年までは主催者の延田グループが運営するパチンコ・パチスロ店「123」にちなみ、賞金総額1億2300万円、優勝賞金2214万円で行われていた。2005年までは日本の女子大会では最高の賞金額を誇っていた。
2020年大会は新型コロナウイルス感染拡大の影響により中止が6月の段階で早々と決定された

## 歴代優勝者
| 回数   | 開催年 | 優勝者名           | スコア | 備考-                                                                   |
| ------ | ------ | ------------------ | ------ | ----------------------------------------------------------------------- |
| 第1回  | 2003年 | 竹末裕美           | -10    |                                                                         |
| 第2回  | 2004年 | 宮里藍             | -11    |                                                                         |
| 第3回  | 2005年 | ポーラ・クリーマー | -4     | 天沼知恵子とのプレーオフを制す                                          |
| 第4回  | 2006年 | 古閑美保           | -9     | 大会連覇                                                                |
| 第5回  | 2007年 | 古閑美保           | -9     | 大会連覇                                                                |
| 第6回  | 2008年 | 大山志保           | -7     |                                                                         |
| 第7回  | 2009年 | 申智愛             | -8     | 福嶋晃子、三塚優子とのプレーオフを制す                                  |
| 第8回  | 2010年 | 横峯さくら         | -10    |                                                                         |
| 第9回  | 2011年 | 大山志保           | -7     | ポーラ・クリーマーとのプレーオフを制し今大会2勝目                       |
| 第10回 | 2012年 | キム・ソヒ         | -11    | 横峯、吉田弓美子とのプレーオフを制し5年ぶりのツアー優勝                 |
| 第11回 | 2013年 | 横峯さくら         | -12    | 2日目が台風の影響により54ホールに短縮                                   |
| 第12回 | 2014年 | 大山志保           | -19    | 4日間完全優勝で今大会3勝目                                              |
| 第13回 | 2015年 | 李知姫             | -9     |                                                                         |
| 第14回 | 2016年 | 全美貞             | -17    |                                                                         |
| 第15回 | 2017年 | 上田桃子           | -11    | 最終日が台風21号の影響により54ホールに短縮。                            |
| 第16回 | 2018年 | アン・ソンジュ     | -12    | 優勝賞金3240万円を獲得し、史上最速（当時）で 生涯獲得賞金10億円を突破。 |
| 第17回 | 2019年 | 柏原明日架         | -14    |                                                                         |
| 第18回 | 2021年 | 古江彩佳           | -12    |                                                                         |
| 第19回 | 2022年 | 川﨑春花           | -15    |                                                                         |
| 第20回 | 2023年 | 菅沼菜々           | -14    |                                                                         |
| 第21回 | 2024年 | イ・ミニョン       | -14    |                                                                         |

## テレビ中継
- 地上波のテレビ中継は、毎日放送でローカル放送。3日目、最終日共に生中継（2019年までは最終日のみJNNの基幹局を中心にネットしていた）。また地上波放送が行われない地域でもBS-TBS（MBSと同じ。）やCS放送のGAORA、GOLF TVで視聴可能（2日目は生中継、3日目と最終日は地上波のサイマル放送）。
2023年について3日目は毎日放送が13:00から放送開始したが、14:00より長時間特別番組『お笑いの日2023』(TBSテレビ制作、全国ネット)を放送するため、14:00以降はサブチャンネルに移行して放送を継続。また最終日は毎日放送で11:50より『プリンセス駅伝2023』(TBSテレビ制作、全国ネット)を生放送のため15:00 - 16:24に中継録画で、BS-TBSでは12:00 - 14:24に生中継でそれぞれ放送予定。